# Baibokai (rejon birżański)
Baibokai − wieś na Litwie, w okręgu poniewieskim, w rejonie birżańskim, w gminie Wobolniki. W 2011 roku liczyła 1 mieszkańca.